# Micromesistius australis
Espèce
Micromesistius australis, aussi appelé merlan bleu austral ou morue bleue, est une espèce de poissons de la famille des Gadidae.